# Petr Kollros
Petr Kollros (* 1957) je bývalý český plavec, mnohonásobný rekordman Československa, získal 24 titulů mistra Československa v plavání.
V roce 1987 v Anglii[kde?] získal titul pětinásobného mistra Evropy Masters. O rok později se stal na světovém šampionátu v Austrálii mistrem světa v polohovém závodě, kde stanovil nový světový rekord. K tomu ještě bral dvě bronzové (200 m polohový závod a 400 m kraul) a jednu stříbrnou medaili (800 m kraul).
Dále se v roce 1989 stal ve Finsku pětinásobným mistrem Evropy a z Dánska si přivezl tři zlaté medaile z Masters Games World (pět evropských rekordů). Stejný počet, tedy pět evropských rekordů a zároveň i titulů, pak přivezl i v roce 1991 z Anglie.
Po ukončení sportovní kariéry se stal masérem a fyzioterapeutem, majitelem fitness centra v Strakonicích. Je i masérem fotbalistů SK Slavia Praha, a známých českých osobností, .
V současnosti[kdy?] je masérem reprezentačního týmu fotbalistů do 21 let.